# Noëlle Cordier
Noëlle Cordier (Parigi, 7 aprile 1944) è una cantante francese che ha goduto di certa notorietà a partire dagli anni sessanta e per buona parte dei settanta. Fra i suoi successi figura il brano del 1974 Tu t'en vas, eseguito - anche in versione live - in coppia con il collega Alain Barrière.

## Biografia
Ha esordito sulla scena musicale e sul mercato discografico nel 1965 partecipando poi al concorso canoro Eurovision Song Contest 1967 di Vienna in rappresentanza della Francia con la canzone Il doit faire beau là-bas, ripresa in seguito da Michèle Torr. Si classificò terza su diciassette partecipanti posizionandosi dietro la vincitrice Sandie Shaw, in gara per il Regno Unito con Puppet On A String, e l'irlandese Sean Dunphy, secondo classificato con If I Could Choose.
Ha tentato poi di partecipare nuovamente all'Eurovision Song Contest 1970 con il brano Comme en pourrait s'aimer e all'Eurovision Song Contest 1978 con la canzone Tombe l'eau, senza però essere selezionata per rappresentare il suo paese alla finale del concorso canoro.
Dopo la pubblicazione di alcuni singoli e di un album nel 1970, la Cordier ha preso parte con Alain Bashung, e in un ruolo di rilievo, alla rock opera La Révolution française, scritta nel 1973 da Claude-Michel Schönberg e Alain Boublil.

## Il successo in Canada
Il successo della Cordier si è poi esteso oltre Europa fino al Canada francese (segnatamente nella provincia del  Quebec) con il lancio delle canzoni Un amour comme le nôtre, Aimer comme je t'aime, Il ne faut pas briser un rêve (del 1975) e soprattutto Mon cœur pour te garder (del 1977), brano rimasto per diverse settimane in vetta alle classifiche di vendita.
Dopo il periodo d'oro degli anni settanta la cantante non ha inciso che pochi altri dischi a 45 giri ritirandosi al mondo della canzone nel 1981, quindi ancora in giovane età. Da allora è tuttavia intervenuta diverse volte a trasmissioni televisive, come ad esempio il varietà La Chance aux chansons, condotto da Pascal Sevran.

## Discografia
- 1966 : Ballade en fa mineur, L'habit d'Arlequin
- 1967 : Il doit faire beau là-bas, Alli Debe Haber Buen Tiempo (Il doit faire beau là-bas in Argentina)
- 1968 : Ce garçon, Cheese, La petite geisha, Ça peut t'arriver un jour, Les oiseaux, J'avais seize ans
- 1969 : Ce n'est pas un matin pour se dire adieu, Ne t'impatiente pas, Rien crois-moi
- 1970 : Comme on pourrait s'aimer, M'envoler vers toi, Ballade pour une rose, L'amour c'est ça, Nous n'aimerons jamais assez la vie
- 1973 : La Révolution Française (album contenente fra l'altro Quatre saisons pour un amour), Quand je me réveille, Il a neigé sur les roses
- 1974 : Tu t'en vas (in duo con Alain Barrière), Les français sont partout, Chanson pour toi
- 1975 : Un amour comme le nôtre (album di dodici tracce, tra cui Un amour comme le nôtre, Aimer comme je t'aime, Il ne faut pas briser un rêve, Ciel de Paris, La valse des lilas, L'île Saint-Louis et Cheveux dans le vent)
- 1976 : Ma maison devant la mer et Qu'est-ce que ça peut faire ? (in duo con Daniel Beretta), La fille d'un seul amour
- 1977 : Mon cœur pour te garder, Comment est-elle comment vit-elle?
- 1978 : Tombe l'eau, La toison d'or
- 1980 : Qu'est-ce qu'une autre année ?, Un peu d'amour